# Mariano Benito Rolón
Mariano Benito Rolón (Buenos Aires, 1790 - febrero de 1849) fue un militar argentino que participó en las guerras civiles argentinas del siglo XIX.

## Inicios
Se enroló en el ejército para combatir contra las invasiones inglesas; aportó gran cantidad de armamento, perteneciente a su padre, a la expedición reconquistadora de Santiago de Liniers. Se unió al Regimiento de Patricios, con el que combatió en la Defensa de Buenos Aires en 1807.
Apoyó la Revolución de Mayo; durante cuatro años más formó parte de la guarnición de la Capital, como oficial del Regimiento de Dragones.
A fines de 1811 pretendió reprimir el Motín de las Trenzas, pero su intento fracasó. Debieron hacerse cargo otras unidades, dirigidas por José Rondeau.
Participó en la guerra contra los federales en la Banda Oriental y en Entre Ríos entre 1814 y 1816. En julio de ese último año fundó el Batallón de Inválidos de Buenos Aires, encargado de la defensa del Fuerte, y fue ascendiendo progresivamente hasta el grado de coronel.

## La Anarquía del Año XX
Se afilió a la Logia directorial en 1818, y fue defensor del capitán Guillermo Brown en el juicio que se le siguió por piratería. En esa época era el jefe del Regimiento de Aguerridos.
Fue el jefe de la infantería directorial en la batalla de Cepeda. Después de la derrota, junto a Juan Ramón Balcarce, consiguieron salvar casi todas sus tropas, llegando hasta San Nicolás de los Arroyos después de caminar toda la noche. En su ausencia, los Aguerridos fueron usados por Carlos María de Alvear para intentar ocupar el gobierno de la provincia.
En marzo de 1820 fue arrestado por esa acción de sus hombres; recuperó pronto la libertad, pero se exilió a Montevideo para no participar de las luchas civiles.
En 1821 fue nombrado jefe de la Legión Patricia. Dos años más tarde fue pasado a retiro por la reforma militar de Bernardino Rivadavia, contra su voluntad, aparentemente por ser opositor al gobierno.
Apoyó la “Revolución de los Apostólicos”, dirigida por Gregorio García de Tagle en 1823, y se divulgó que era el candidato a asumir como gobernador en caso de triunfar. Tras varias horas de combates, sus fuerzas se desorganizaron y el movimiento fracasó. Como consecuencia, fue condenado a cuatro años de destierro.

## Dorrego y Lavalle
Regresó a Buenos Aires cuando estalló la Guerra del Brasil, y a principios de 1827 fue reincorporado al ejército. Apoyó firmemente al nuevo gobernador, Manuel Dorrego, que lo puso al frente del Regimiento de Cazadores, formado por negros libertos, y encargado de la custodia del Fuerte de Buenos Aires.
Cuando estalló la revolución de diciembre de 1828 se negó a entregar el Fuerte al general Lavalle, que ya ocupaba el resto de la ciudad. Pese a su intención de resistir por la fuerza, los ministros Tomás Guido y Balcarce se rindieron y le ordenaron entregar el Fuerte.
Salió de la ciudad con parte de sus fuerzas, y rápidamente buscó unirse a Dorrego. No llegó a participar en la derrota de éste en la batalla de Navarro, en que el gobernador fue derrotado por falta de infantería, y siguió su marcha hasta la provincia de Santa Fe. Allí se unió a las fuerzas de Juan Manuel de Rosas y Estanislao López, y con ellos regresó a la provincia. Como jefe de los 600 hombres de la infantería federal combatió en la batalla de Puente de Márquez. Tras la victoria, su división fue la más importante fuerza de infantería durante el sitio a la ciudad de Buenos Aires; fue, también, el primer jefe federal en ingresar a la ciudad tras la rendición de Lavalle, a principios de septiembre de 1829. Su cuerpo pasó a llamarse Guardia Argentina.

## Últimos años
Participó de la campaña comandada por Balcarce contra la Liga del Interior. En septiembre de 1832 fue ascendido al grado de general, y al año siguiente fue elegido diputado.
Fue uno de los primeros jefes que se unió a la relativamente espontánea Revolución de los Restauradores en 1833. Acompañó al general Agustín de Pinedo en la entrada victoriosa a la ciudad tras la renuncia de Balcarce. Se unió a la Sociedad Popular Restauradora. Fue uno de los diputados que dio a Rosas la “suma del poder público” en 1835.
En 1839, se descubrió la conspiración dirigida por Ramón Maza, a quien Rolón arrestó y fusiló por orden de Rosas; también dirigió la represión del resto de los conjurados en esa conspiración. Al año siguiente dirigió la infantería de la defensa de la ciudad durante el sitio que pretendió ponerle Lavalle. Desde entonces pasó a retiro militar, y ejerció cargos administrativos y secundarios. En varios períodos más fue diputado provincial.